# Lijst van voetbalinterlands Canada - Paraguay (vrouwen)
Deze lijst van voetbalinterlands is een overzicht van alle officiële voetbalinterlands tussen de nationale vrouwenteams van Canada en Paraguay. De landen hebben tot nu toe één keer tegen elkaar gespeeld.

## Wedstrijden
| № | Plaats  | Datum            | Competitie               | Wedstrijd         | Uitslag |
| - | ------- | ---------------- | ------------------------ | ----------------- | ------- |
| 1 | Houston | 25 februari 2024 | CONCACAF W Gold Cup 2024 | Paraguay − Canada | 0 − 4   |

## Samenvatting
| Competitie          | Totaal gespeeld | Winst Canada | Gelijk | Winst Paraguay | Doelsaldo Canada – Paraguay |
| ------------------- | --------------- | ------------ | ------ | -------------- | --------------------------- |
| CONCACAF W Gold Cup | 1               | 1            | 0      | 0              | 4 − 0                       |
| Totaal              | 1               | 1            | 0      | 0              | 4 − 0                       |